# Peter Kox
Peter Kox, född 23 februari 1964 i Eindhoven, är en nederländsk racerförare.

## Racingkarriär
Kox började sin karriär med karting 1978. 1983 tog han steget till formelbil och gick från Formel Ford via brittiska F3-mästerskapet till Formel 3000.
1993 gick han över till standardvagnsracing och körde bland annat ett par säsonger i BTCC. Sedan 2001 har han kört GT-vagnar i bland annat FIA GT, Le Mans Series och American Le Mans Series.